# Célula permanente

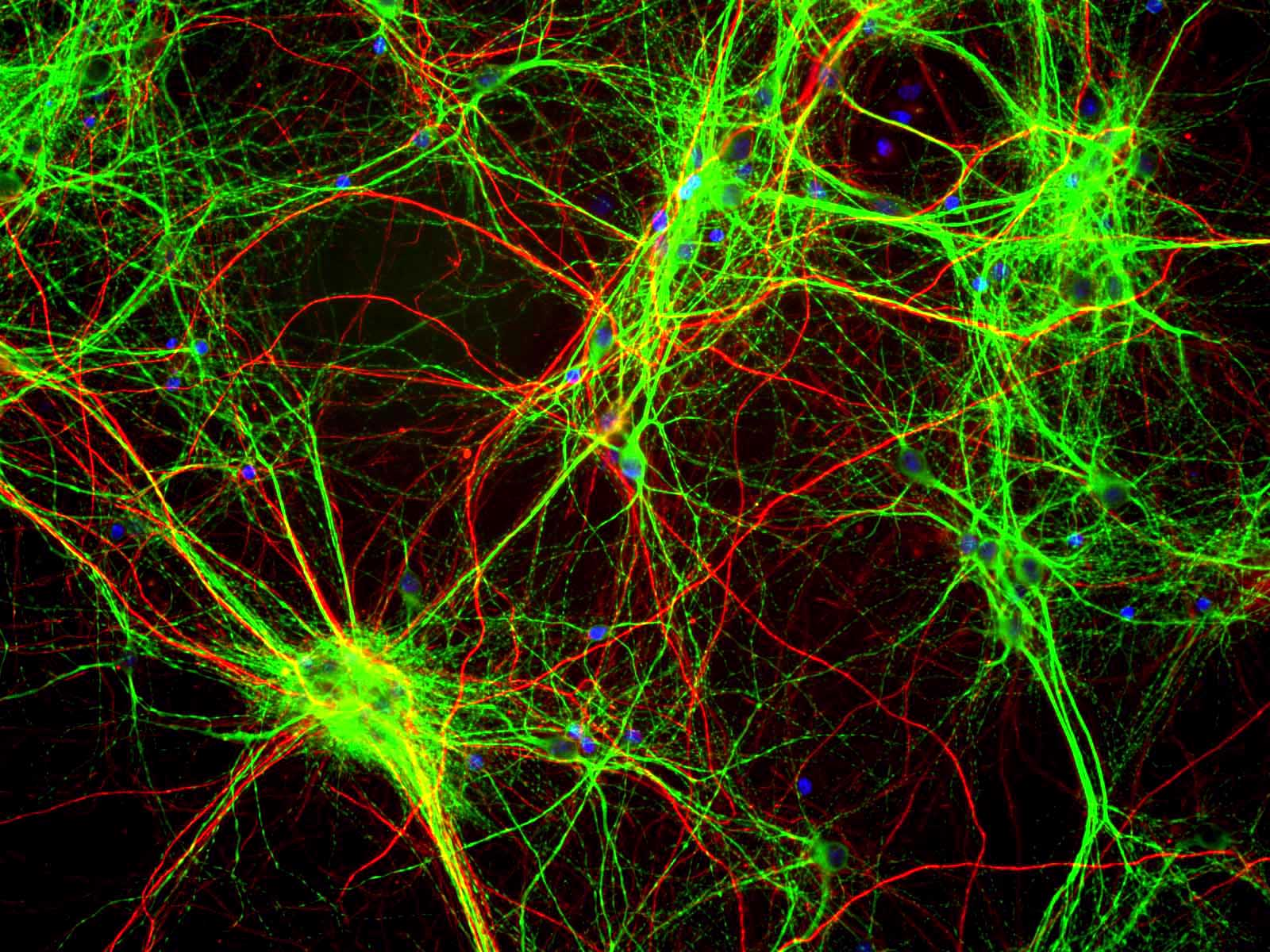
Cultura de células cerebrais de rato coradas com anticorpo para MAP2 (verde), Neurofilament NF-H (vermelho) e DNA (azul). MAP2 é encontrado em dendritos neuronais, enquanto o neurofilamento é encontrado predominantemente em axônios. Anticorpos e imagem cortesia da EnCor Biotechnology

As células permanentes são células que são incapazes de regeneração. Essas células são consideradas terminalmente diferenciadas e não proliferativas na vida pós-natal. Isso inclui neurônios, células cardíacas, células do músculo esquelético e glóbulos vermelhos. Embora essas células sejam consideradas permanentes, pois não se reproduzem nem se transformam em outras células, isso não significa que o corpo não possa criar novas versões dessas células. Por exemplo, as estruturas da medula óssea produzem novos glóbulos vermelhos constantemente, enquanto o dano ao músculo esquelético pode ser reparado por células satélite subjacentes, que se fundem para se tornar uma nova célula do músculo esquelético.
Os estudos de doenças e virologia podem usar células permanentes para manter a contagem de células e quantificar com precisão os efeitos das vacinas. Alguns estudos de embriologia também usam células permanentes para evitar a colheita de células embrionárias de animais grávidas; como as células são permanentes, elas podem ser colhidas em uma idade posterior, quando o animal estiver totalmente desenvolvido.